# Мосульська операція
Мосульська операція (лютий — липень 1917) — наступальна операція російського 1-го Кавказького кавалерійського корпусу (кол. Експедиційний кавалерійський корпус) та частин 7-го Кавказького армійського корпусу (кол. Азербайджано — Ванський загін) в Західному Ірані та Східній Месопотамії в ході Перської кампанії Першої світової війни.

## Дії корпусу Баратова
Поповнивши восени — взимку 1916/1917 свої частини за рахунок підкріплень, перекинутих з Туркестанського ВО, в лютому 1917 1-й Кавказький кавалерійський корпус, користуючись тим, що успішний наступ англійців у Південній Месопотамії змусило турків перекинути туди основні сили 6-ї армії, також перейшов у наступ.
Головнокомандуючий Кавказькою армією великий князь Микола Миколайович поставив завдання спільно з частинами 7-го Кавказького армійського корпусу завдати ударів на Мосульскому напрямку і забезпечити лівий фланг основного фронту армії.
Незважаючи на те, що гірські проходи ще були занесені снігом, корпус Баратова перейшов у наступ у трьох напрямах: основними силами на Хамадан, правим флангом в Курдистані на Сенендедж і Біджар, лівим — на Довлетабад. Турки, які залишили проти росіян заслін з 2-ї піхотної дивізії і кінної бригади, почали поспішний відступ. 17 лютого (2 березня) росіяни зайняли Хамадан, 20 лютого (5 березня) Сенендедж.
23 лютого (8 березня) війська вийшли до останньої позиції турків у 20 км перед Керманшахом, і атакували ворога, обороняючого міст біля селища Бісетунграм (Бісотун), поряд з ущелиною, де знаходиться Бехістунський напис.
25 лютого (10 березня) від ворожих військ був очищений весь район Керманшаха. На наступний день англійці увійшли в Багдад, а 7 (20) березня зайняли Баакуба.

## Дії загону Назарова
Для сприяння наступу Баратова і відволікання частини турецьких сил з англійської фронту зі складу 7-го Кавказького армійського корпусу в кінці лютого був виділений загін генерала Назарова (2 вірменські стрілецькі батальйони, 18 ескадронів і сотень) із завданням оволодіти районом Пенджвіна і рухатись на Сулейманію і Мосул. Загін просувався з району Урмії по гористій території Іранського Курдистану, розореної війною. Шляхи були занесені снігом на глибину 4—6 метрів, і піхоті доводилося прокладати в ньому траншеї, а кіннота вела коней за повід. В'ючні транспорти проходили в день всього по 5 км, ночувати доводилося у виритих у снігу норах. У таких умовах загін 10 (23) березня досяг Бане, після чого був змушений призупинити рух.

## Вихід в Месопотамію
6 (19) березня 1-ша Кавказька козача дивізія, просуваючись по Міантагській ущелині в районі Касре-Ширіна, почала атаки укріпленої позиції 2-ї дивізії, яка заблокувала вихід із гірської тіснини, прикриваючи фланг і тил відступаючої 6-ї армії. Через те, що піхота й артилерія значно відстали, росіянам вдалося взяти Міантаг тільки 17 (30) березня.
7 (20) березня князь Баратов був замінений на посаді командира корпусу генерал-лейтенантом О. О. Павловим. 22 березня (4 квітня) російська кіннота зайняла Ханакін і вела бій з турками у Декке на переправі через Діялу, по правому березі якої частини 6-ї армії відходили на Сулейманію. Англійці, збиваючи турецькі арьергарды, 12 (25) березня взяли Джеас-Хамрін. Для зв'язку з британцями в Кизил-Рабат була спрямована козача сотня. Крім цього, на початку квітня зі штабом генерала Ф. С. Мода був встановлений радіозв'язок. 24 березня (6 квітня) турки зруйнували міст у Декке і зайняли сильну позицію на правому березі річки.
Зайнявши позицію на захід від Ханакіна, російські частини (близько 3 тис. чол.) відчували сильну нестачу продовольства, оскільки комунікації з Ензелі розтягнулися на 800 км. Англійці категорично відмовилися поділитися припасами, і порадили російським військам переслідувати турків у напрямку на Кіфрі. На початку квітня, досягнувши Діяли, росіяни й англійці припинили переслідування турків.

## Плани наступу
Для розвитку операцій на Месопотамському фронті передбачалося між 7-м і 1-м корпусами ввести ще один для наступу на Сулейманію, а в районі Кереджа, на захід від Тегерана, сформувати особливий тиловий корпус, щоб потім з цих частин утворити 2-ю Кавказьку армію на чолі з Баратовим. Ці задуми залишилися нездійсненими через розкладання російської армії.
28 березня (10 квітня) начальник британського генштабу генерал Робертсон запропонував російським наступати на Мосул, щоб англійці могли зосередитися на діях в долині Тигру. Через загальний стан військ і погане постачання цю операцію довелося відкласти. Генерал Мод висловив різке невдоволення пасивністю союзника, і запропонував організувати постачання російського загону, якщо той перейде в наступ, але командувач Кавказьким фронтом генерал М. М. Юденич висловився проти продовження Мосульской операції.
До весни 1917 р. російські війська на Кавказі зазнали катастрофічних втрат від голоду і хвороб, тільки з 1 по 18 квітня від цинги і тифу зі строю вибуло 30 тис. чол., і утримувати позиції вдавалося тільки тому, що у турків справи йшли не краще. Тим не менш Ставка під тиском Тимчасового уряду наполягала на наступі. 31 травня (13 червня) Юденич, що пропонував відвести війська назад до баз постачання, був замінений генералом М. О. Пржевальським, а 7 (20) червня Баратов був повернутий на посаду командира корпусу.
Наступальним діям перешкоджали вкрай важкі природні умови. До початку червня температура повітря на Месопотамській рівнині досягла 68 °C при спекотному вітрі. У росіян не було спеціальної екіпіровки, в частинах, які перебували в малярійному районі Діяли захворюваність досягала 80 %. Командуванню довелося залишити в цьому районі всього дві сотні для спостереження за турками і зв'язку з англійцями, а інші сили відвести в гірські райони Персії.
Для проведення операції частини 7-го Кавказького армійського корпусу зосередилися у Саккіза, а 1-й Кавказький повинен був наступати від Сенендеджа на Пенджвін — Сулейманію — Кіркук. Основною проблемою була відсутність підніжного корму, оскільки до літа сонце повністю випалює траву в месопотамських передгір'ях. Іншою проблемою було падіння курсу рубля в Персії і відсутність у військах місцевої валюти. Англійці запропонували надати кредит у фунтах, але натомість вимагали відставки Баратова, на що російське командування не погодилося. Курди почали напади на російські частини, а перський уряд вимагав виведення військ.
7-й корпус почав наступ 10 (23) червня, 1-й кавалерійський — 13-го (26-го). Спочатку наступ розвивався успішно. В Урмійському районі частині Курдистанського загону (3-тя Кубанська козача дивізія, полки прикордонників і Туркестанські стрілки) у запеклих боях 10-11 (23-24) червня відкинули турків до Руанського перевалу, 17 (30) червня оволоділи позицією на хребті Каран-Севериз, а 18 червня (3 липня) взяли Пенджвін. На цій ділянці російським військам протистояли 3-4 тис. турків, 4 тис. курдів і 2 тис. перських жандармів і сарбазів.
22 червня (5 липня) турки контратакували і загрозою обходу змусили росіян повернутися у вихідне положення. Англійці наступ не підтримали. 23 червня (6 липня) командир Курдистанського загону начальник 3-ї Кубанської козачої дивізії полковник М. О. Горбачов, особисто керуючи боєм, загинув, відбиваючи четверту контратаку турків.

## Плани осіннього наступу
В очікуванні осіннього контрнаступу турків англійці запропонували завдати нового удару на Мосульському напрямку на Кіркук силами 14 тис. бійців та 6 тис. коней, і були готові організувати постачання на Діялу. Ліве крило 4-го Кавказького корпусу повинно було оволодіти районом Бітліса і наступати на південь від міста Ван, щоб відволікти частину сил супротивника від Мосульской групи. Самі британці розраховували вийти на Малий Заб, а частиною сил навіть на Великий Заб. Операція була запланована на кінець жовтня, але 5-го (18-го) Ставка, виходячи з жалюгідного стану військ і тилу запропонувала перенести її на весну 1918. Кавказького фронту ставилося завдання утримувати позиції і, по можливості, сприяти просуванню англійців в долині Тигру.

## Ліквідація Кавказького фронту
До кінця року відбувалися незначні сутички, а 4 (17) грудня командування Кавказького фронту уклало перемир'я з турками в Ерзінджані, і до весни російська армія фактично перестала існувати, здавши без бою не тільки Ерзурум і Трапезунд, але навіть Карс і Ардаган. Деякі частини 1-го Кавказького кавалерійського корпусу (добровольчий загін Л. Ф. БІчерахова) зберегли боєздатність, і останні бойові операції проводили вже після формальної ліквідації корпусу, у червні 1918 р., діючи як авангард британських експедиційних сил (Данстерфорса).